# 보루타 (사르데냐)
보루타(Borutta, 사르데냐어: Boruta)는 이탈리아의 사르데냐 주에 있는 사사리도의 코무네이다. 칼리아리에서 북쪽으로 약 150 킬로미터 (93 mi) 떨어져 있으며 사사리 (사르데냐)에서 남동쪽으로 약 30 킬로미터 (19 mi) 떨어져 있다.
보루타는 다음 지방 자치체와 접해 있다: 베수데, 본나나로, 케레물레, 티에시, 토랄바 (이탈리아). 한때 소레스 마을이 있었던 화산 언덕(14세기 초 아라곤에 의해 파괴됨)에는 피사로마네스크 양식의 산 피에트로 디 소레스 교회가 있다.

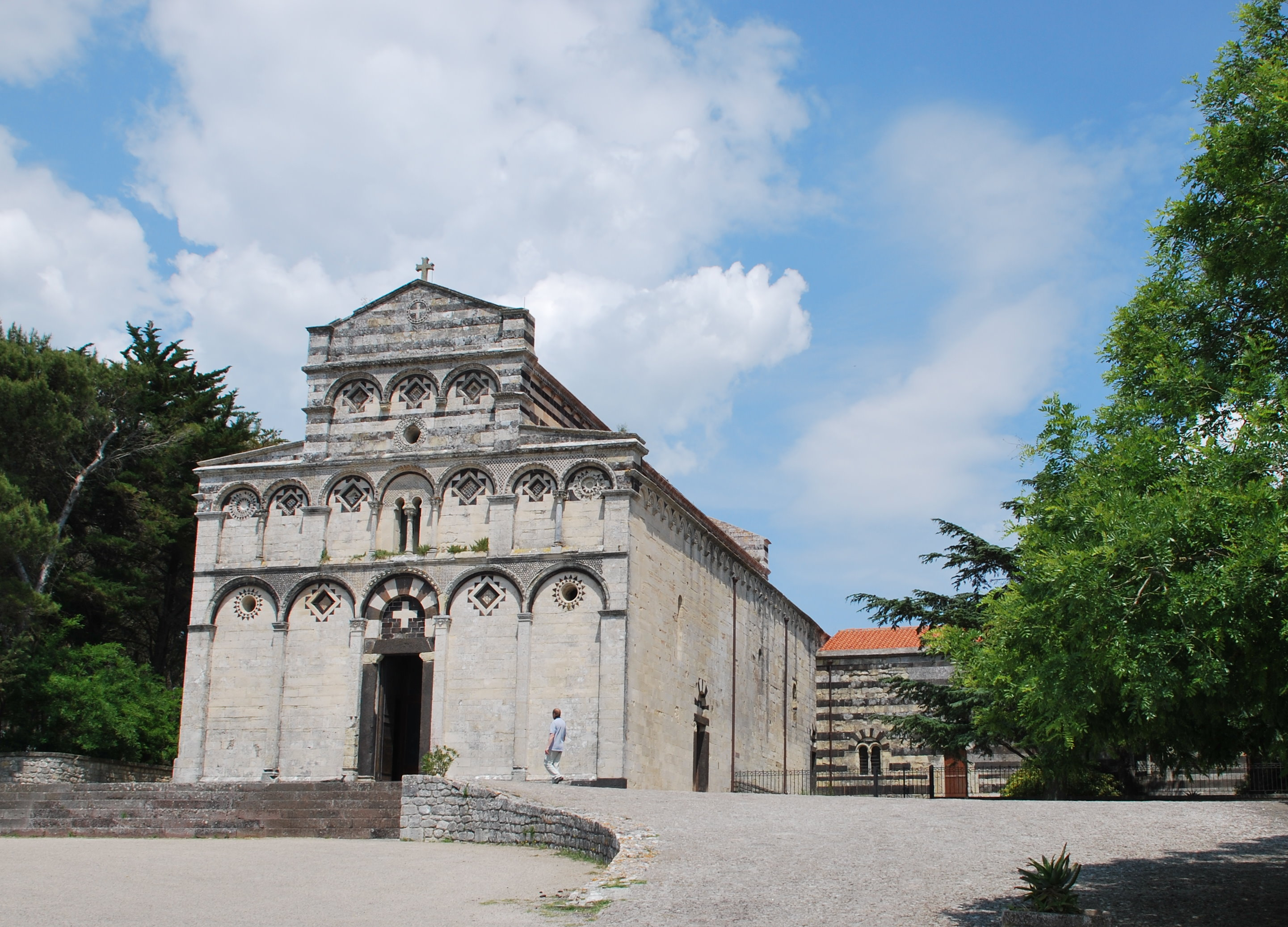
산 피에트로 디 소레스 대성당.